# Scirpus diffusus
Scirpus diffusus là loài thực vật có hoa trong họ Cói. Loài này được Schuyler miêu tả khoa học đầu tiên năm 1966.